# Consórcio de Veículos de Imprensa
O Consórcio de Veículos de Imprensa (CVI) foi uma parceria estabelecida entre 8 de junho de 2020 e 28 de janeiro de 2023, entre os veículos de imprensa brasileiros O Estado de S. Paulo, G1, O Globo, Extra, Folha de S.Paulo e UOL. O objetivo inicial da parceria foi informar dados da pandemia de COVID-19 no Brasil recebidos das secretarias estaduais de saúde, devido à restrição que o Ministério da Saúde promovera na época sobre a divulgação dos dados de números de casos e óbitos decorrentes de COVID-19.

## História
Inicialmente, o governo divulgava os dados às 17h. Na gestão de Eduardo Pazuello no Ministério da Saúde, os dados começaram a ser divulgados somente às 22h, o que significava que a maioria dos noticiários de canais de TV aberta não poderiam divulgar os números do dia. O presidente Jair Bolsonaro comentou, sobre a alteração de horário, que "acabou matéria no Jornal Nacional", da TV Globo. Além disso, os dados passaram a ser fornecidos incompletos pelo governo, com omissões de números consolidados da doença, tabelas de quantitativos e mortes por data de notificação. O empresário Carlos Wizard, então secretário de Ciência, Tecnologia e Insumos Estratégicos do Ministério da Saúde e depois apontado como um dos integrantes de um ministério paralelo da saúde no governo, ainda afirmou que o governo queria recontar o número de mortos por COVID-19 no país, que, naquela época, passavam de trinta e cinco mil. Com isso, o Consórcio de Veículos de Imprensa passou a buscar dados nas secretarias da saúde dos estados e do Distrito Federal, contornando a necessidade de recorrer aos dados potencialmente imprecisos do Ministério da Saúde.
Em janeiro de 2021, o Consórcio criou, antes do Governo Federal, uma campanha publicitária estimulando a vacinação contra a COVID-19.
Para a eleição presidencial de 2022, o CVI anunciou, em 3 de agosto, que estava organizando um debate eleitoral, tendo definido em reunião que participariam do encontro postulantes que estivessem entre as quatro primeiras posições das pesquisas do Datafolha e do IPEC na semana que antecederia a realização. E, caso houvesse empate, a quarta vaga seria de quem estivesse na coligação com mais representantes no Congresso Nacional. O debate havia sido programado para 14 de setembro de 2022 e as equipes das candidaturas tinham até 10 de agosto para confirmar a participação. No dia 11, o debate foi suspenso devido aos dois candidatos que lideravam as pesquisas não confirmarem presença.
Em 28 de janeiro de 2023, o consórcio foi extinto, após dois anos e meio de trabalhos. O anúncio foi feito pelos veículos de imprensa em seus sites.